# زيوتيكوهتلي
زيوتيكوهتلي (بالإنجليزية: Xiuhtecuhtli)‏ ويدعى أيضا هويهويتيوتل Huehueteotl (الرب القديم) وهو المعبود الأصغر في البانثيون الأزتيكي. وهو تشخيص للنور في الظلام، والدفء في البرد والحياة في الموت. رب النور والحياة ويرسم عادة بوجه أحمر أو أصفر مع مبخرة على رأسه. زوجته يقال إنها شالشيوت ليكيو Chalchiuhtlicue، ربة الماء والإنبات، مع أنها تظهر أيضا كزوجة لتلالوك Tlaloc. في نهاية دورة 52 سنة (القرن الأزتيكي) يخشى أن الأرباب لا يستمرون في التواصل مع البشرية. ولاسترضائهم في نهاية كل دورة تقام احتفالات على شرفهم، حيث كان رب النار زيوتيكوهتلي، مرکز اهتمامهم. وكانت الأضاحي توضع على الفحم الملتهب، بعد أن تنزع القلوب من الأجساد.
كان إله النار والنهار والحرارة. وكان سيد البراكين، تجسيد الحياة بعد الموت، الدفء في البرد (النار)، النور في الظلام والطعام أثناء المجاعة. كان اسمه أيضًا يعني «اللهب» و«سيد الفيروز». أحيانًا يكون مظهر من مظاهر أوميتيوتل، لورد الازدواجية/الثنوية، وكان زيوتيكوهتلي هو والد الآلهة.

## معرض صور

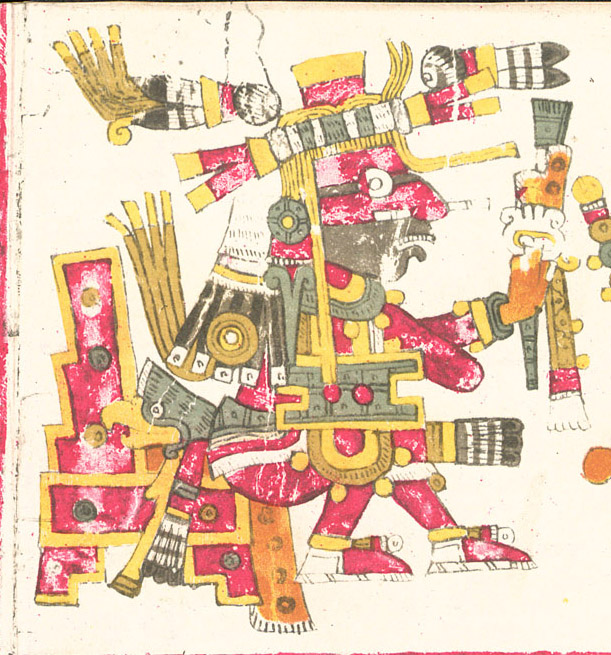
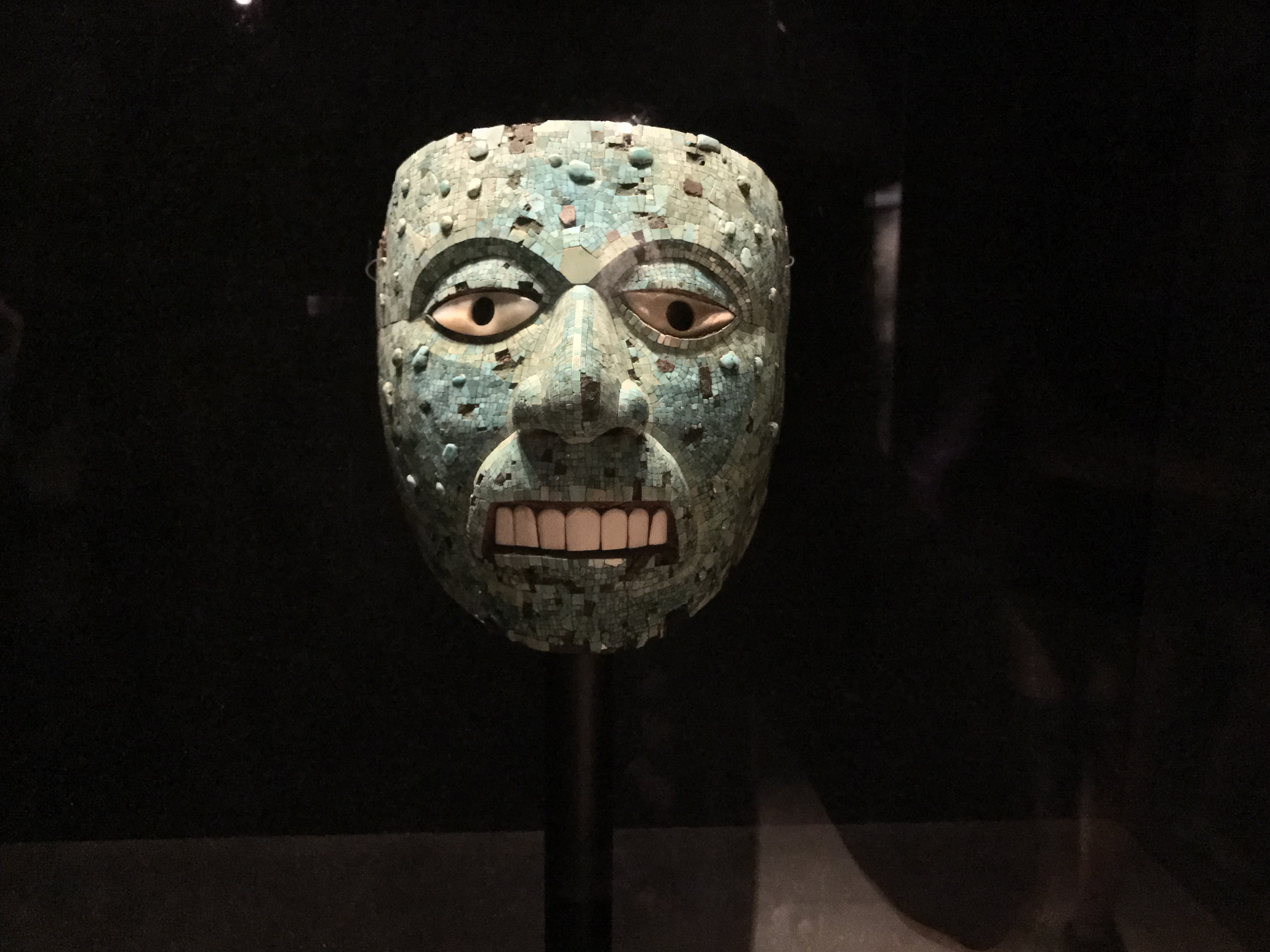
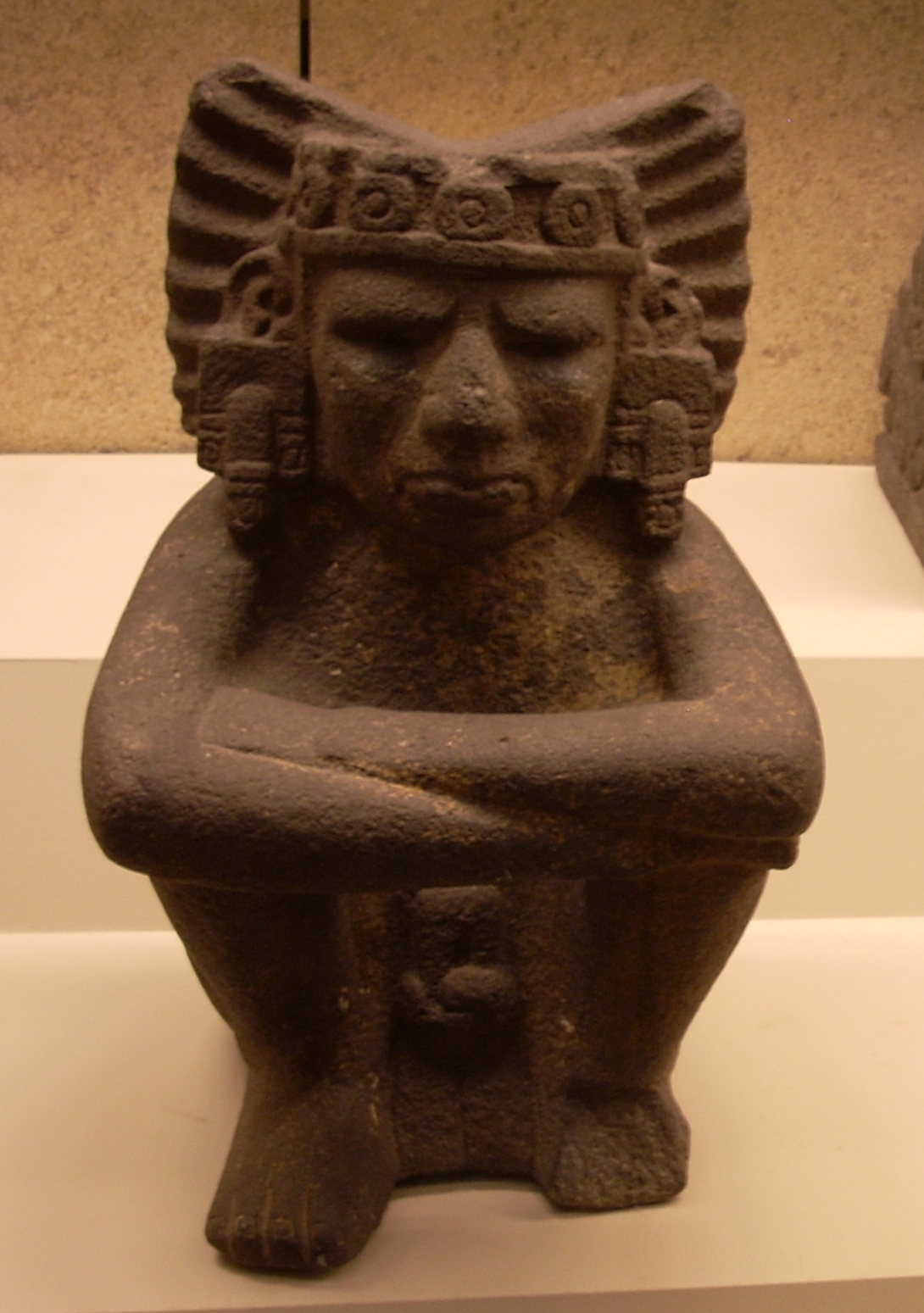
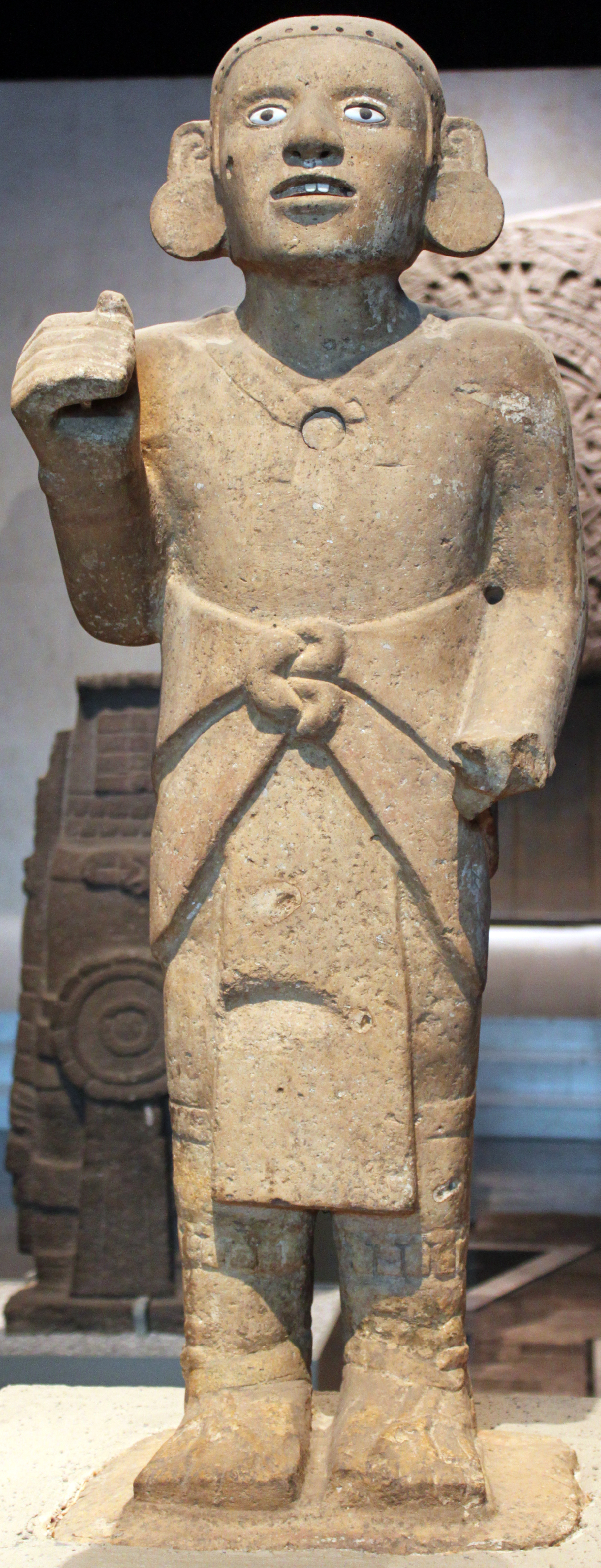
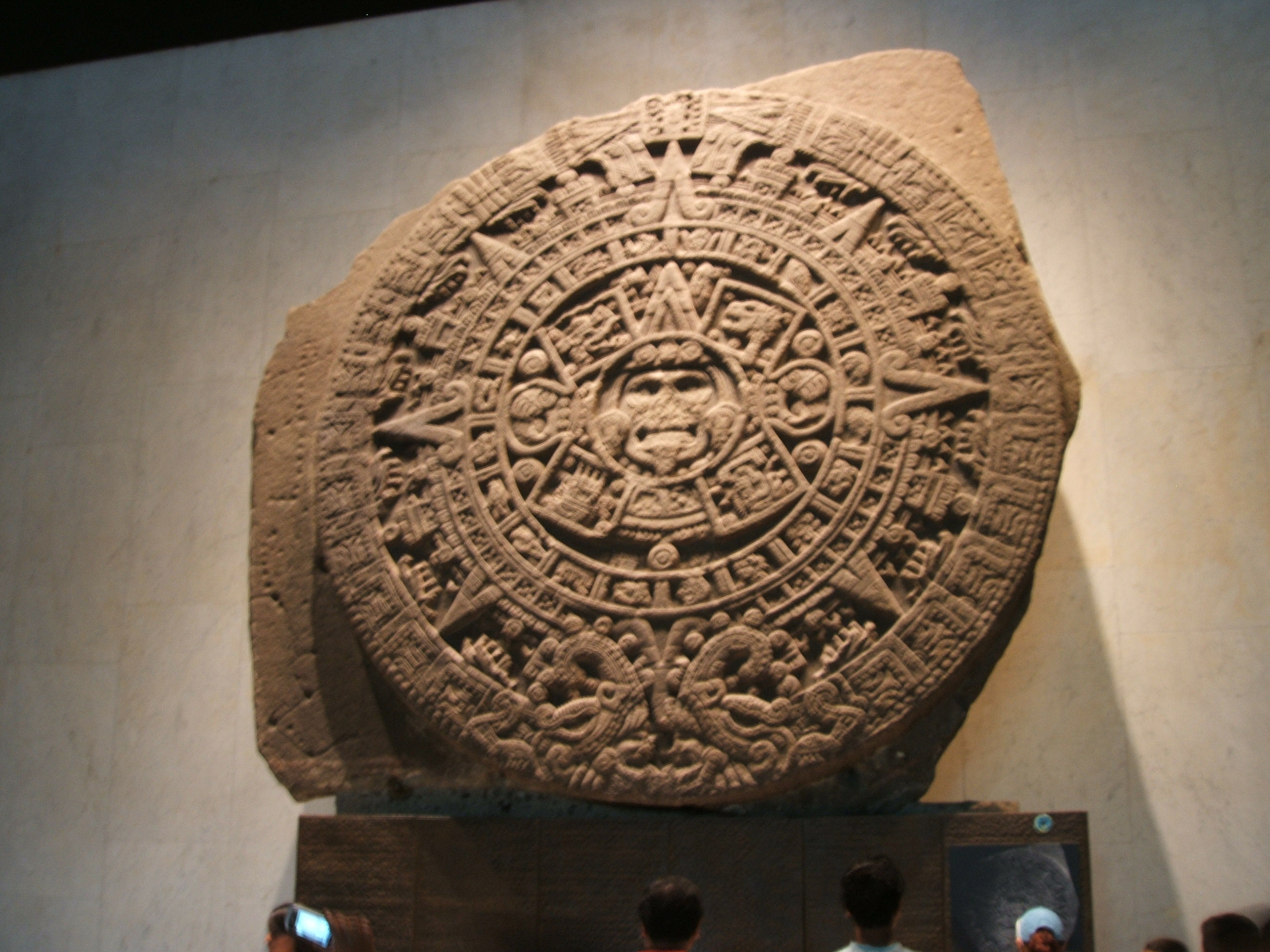
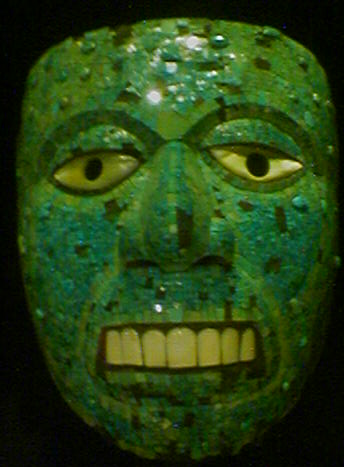
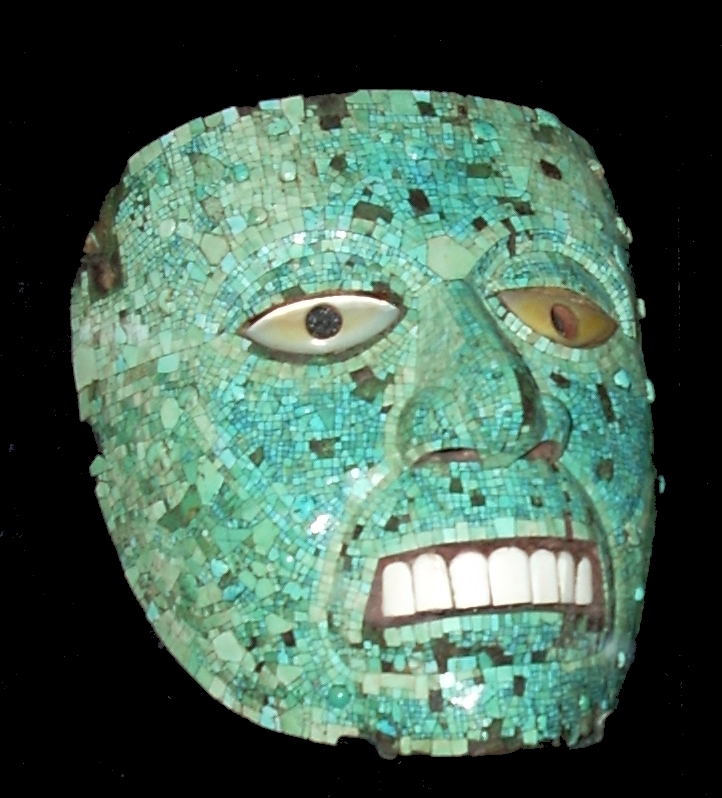
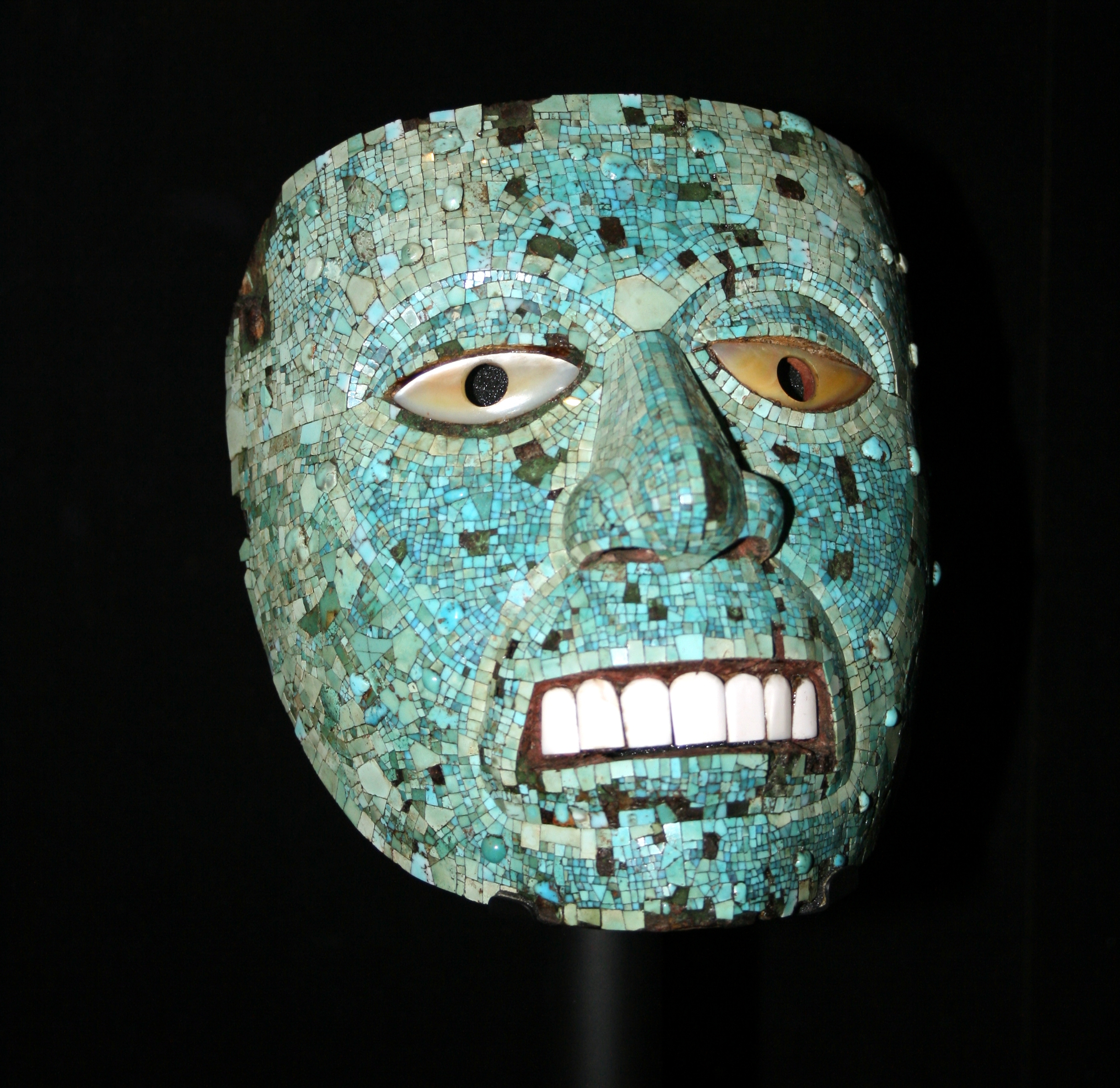
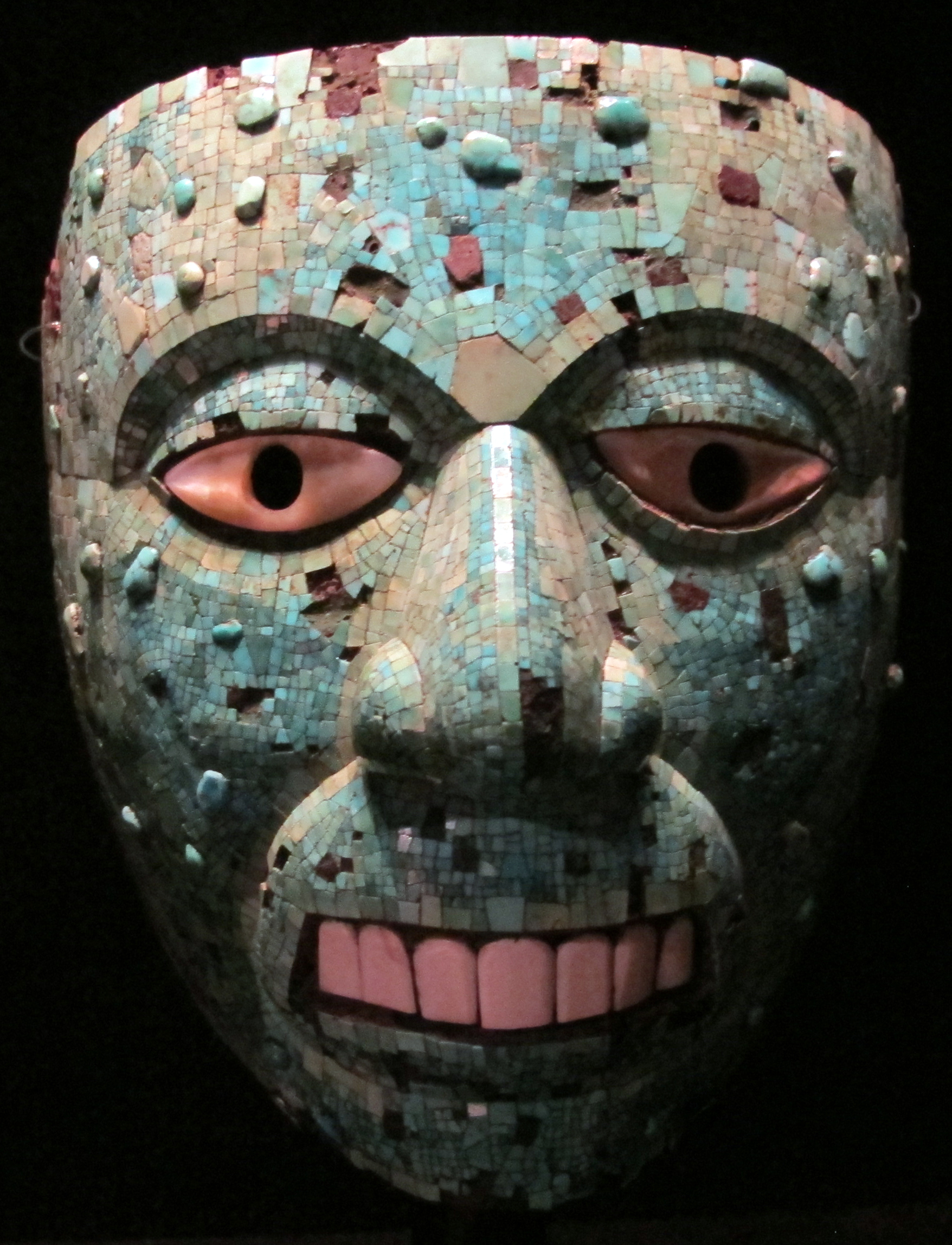